# 戸田忠恕

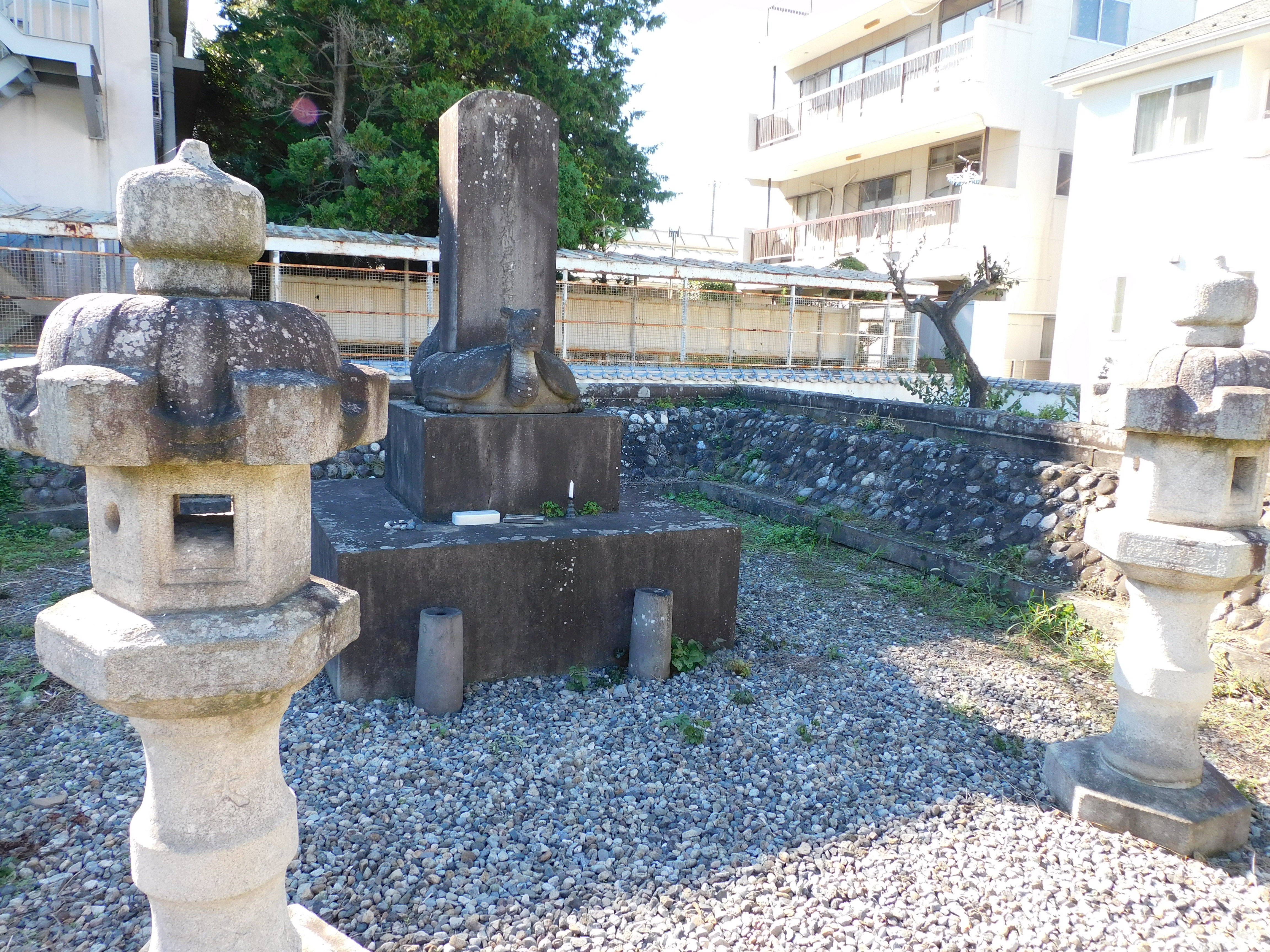
戸田忠恕の墓

戸田 忠恕（とだ ただゆき/ただくみ/ただひろ）は、江戸時代末期（幕末）の大名。下野国宇都宮藩主。田原戸田家嫡流14代当主、宇都宮藩戸田家12代。先々代藩主戸田忠温の六男で、先代藩主戸田忠明の弟。正室は戸田（松平）光則の娘。養子に忠友（同年生まれで従弟にあたる）。

## 生涯
弘化4年（1847年）5月23日に藩主戸田忠温の六男として誕生した。
安政3年（1856年）、兄・忠明の死で跡を継ぎ、従五位下・越前守に任官した。幼少だったために家老の間瀬和三郎（後の戸田忠至）や県勇記の補佐を受け、間瀬の活躍もあり歴代天皇陵修理を建議して山陵奉行の任務に当たり、主に家老2人が中心となって京都、大和、河内、近江各地の山陵を調査し、修理にあたり、この功績により従四位下に叙された。領内では間瀬・県らの主導の下、篠井金山の開発に乗り出すが、2年で失敗に終わった。
忠恕は尊王の志に篤く、元治元年（1864年）に天狗党の乱が起きた折、筑波山に出撃した宇都宮藩兵が幕府の命令が下る前に帰陣してしまったことや、元々藩内に藩主一門の戸田光形を始めとする宇都宮天狗党なる攘夷勢力を抱えていたことなどもあり、反勢力に関しては既に処分済みではあったものの幕府の怒りを買うこととなり、再出陣を願い出たが、領国7万7000石のうち2万7000石を減じて5万石とし、忠恕は隠居謹慎の上養嗣子の忠友に家督を譲り、田原戸田家は陸奥棚倉藩に転封とする命が下されることとなった。しかし、県と岡田真吾が山稜補修で親交のあった正親町三条実愛と忠至に温情を請い、その力によってこの処分は延期、中止された。
慶応4年（1868年）1月、戊辰戦争の折は新政府軍に与し、大鳥圭介・土方歳三ら旧幕府軍により攻められ宇都宮城は落城したが、新政府軍の加勢を得て再び奪回した（宇都宮城の戦い）。忠恕は朝廷より召し出しを蒙るが、病にて果たせず同年5月、22歳で病死した。墓は田原戸田家の菩提寺である宇都宮の英厳寺。戒名は霊光院殿神岳忠烈大居士。明治2年（1869年）に従四位上、明治30年（1897年）に従三位を贈位された。
栃木県護国神社の祭神として祀られている。

## 系譜
父母
- 戸田忠温（実父）
- 戸田忠明（養父）

正室
- 嶋子 - 松平光則の娘

養子
- 戸田忠友 - 戸田忠偲の長男

## 関連書籍
- 福田光男著『宇都宮城物語』（下野新聞社発行）ISBN 978-4-88286-329-8